# Савинецька сільська рада (Гайсинський район)
| Савинецька сільська рада — колишній орган місцевого самоврядування у Гайсинському районі Вінницької області з адміністративним центром у селі Савинці. Сільській раді підпорядковані населені пункти: - с. Савинці - с-ще Довжок - с-ще Зелений Довжок - с. Китайгород |

## Склад ради
Рада складається з 16 депутатів та голови.

## Керівний склад сільської ради
| ПІБ                     | Основні відомості                                                 | Дата обрання | Дата звільнення |
| ----------------------- | ----------------------------------------------------------------- | ------------ | --------------- |
| Оленич Олена Миколаївна | Сільський голова, 1954 року народження, освіта, позапартійна      | 26.03.2006   | 31.10.2010      |
| Оленич Олена Миколаївна | Сільський голова, 1954 року народження, освіта вища, безпартійний | 31.10.2010   |                 |

Примітка: таблиця складена за даними джерела